# Joseph Louis Gay-Lussac

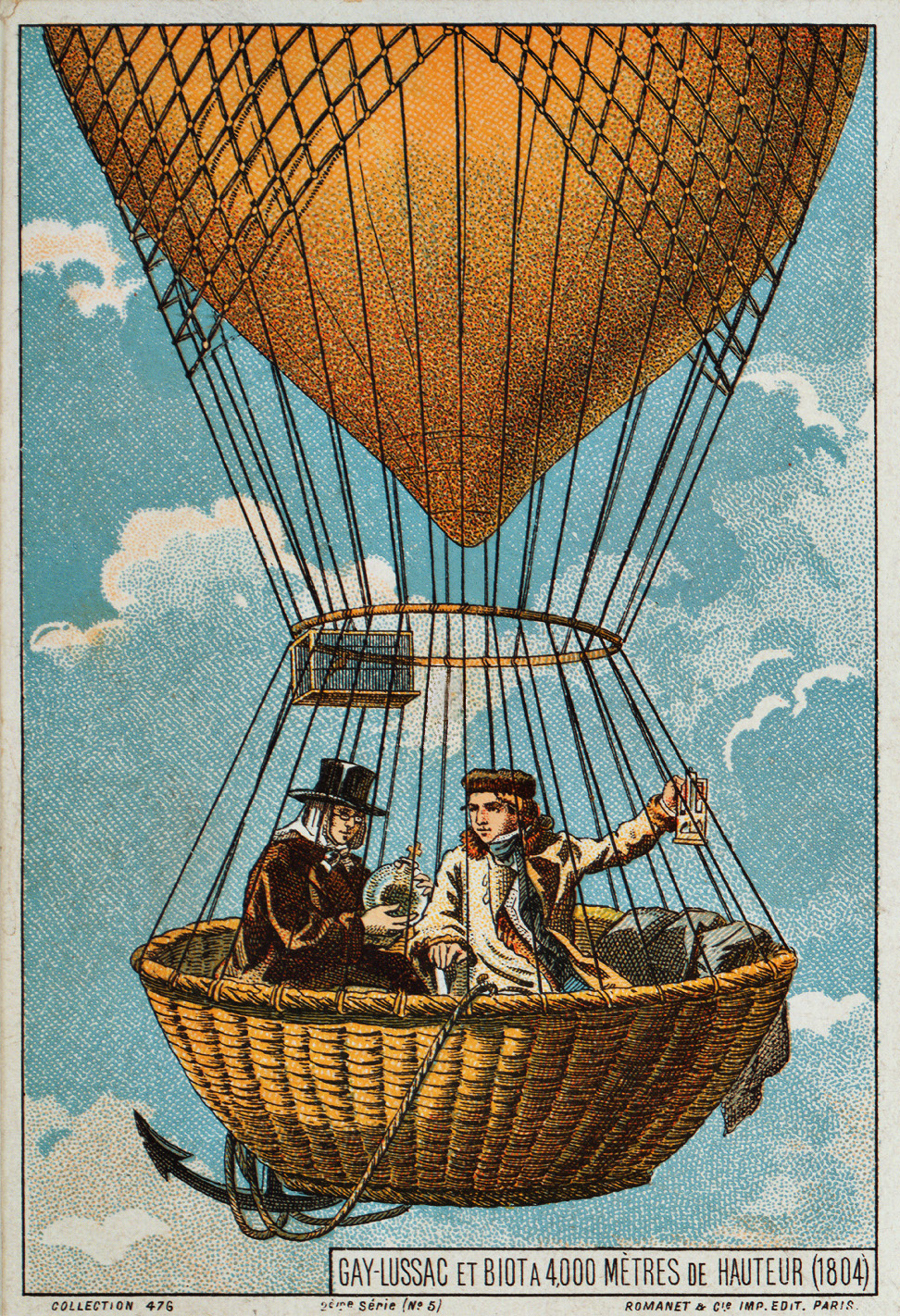
Gay-Lussac và Biod trên một khinh khí cầu, 1804. Tranh cuối thế kỷ XIX.

Joseph Louis Gay-Lussac (6 tháng 12 năm 1778 – 9 tháng 5 năm 1850) là một nhà hóa học, nhà vật lý Pháp. Ông nổi tiếng nhờ hai định luật liên quan đến các chất khí và công trình của ông về các hỗn hợp rượu-nước và chuẩn độ Gay-Lussac được sử dụng để đo nước uống có cồn trong nhiều quốc gia.

## Tiểu sử
Gay-Lussac sinh tại Saint-Léonard-de-Noblat thuộc Haute-Vienne hiện nay.
Cha của Joseph Louis Gay là Anthony Gay, con trai của một bác sĩ và là một luật sư và công tố viên và làm thẩm phán ở Noblat Bridge. Joseph Louis Gay-Lussac là con cả của gia đình bảy thành viên trong một thị trấn nhỏ thuộc tỉnh Limousin của Pháp. Tháng 11 năm 1794 ông đến Paris; do nạn đói, nhiều sinh viên đã được gửi về nhà cho cha mẹ của họ - Gay-Lussac đã được ở lại vì những kỹ năng toán học tốt của mình. Từ tháng 9 năm 1797, ông lần đầu tiên thăm Trường Bách khoa Paris và sau đó là trường Công nghệ Paris, nơi ông làm quen với Claude-Louis Berthollet. Năm 1802, ông phụ trách trợ giảng tại trường Bách khoa Paris, 7 năm sau, ông chính thức trở thành giáo sư hóa học của trường.
Các nhà khoa học sau đó đã quan tâm đến hướng của kim từ tính và thành phần của không khí trong các lớp không khí cao hơn. Trước đây (1804), Viện Hàn lâm Khoa học Nga ở St Petersburg đã tiến hành điều tra ban đầu trong một quả bong bóng. Viện Hàn lâm Pháp đã ủy nhiệm cho Gay-Lussac và Jean-Baptist Biod thực hiện cuộc điều tra này.
Vào ngày 24 tháng 8 năm 1804, ông đã thực hiện một chuyến bay táo bạo với Biod bằng khí cầu hydro và đạt đến chiều cao 4.000 mét. Nhân dịp này, cả hai kiểm tra từ trường của Trái Đất. Vào ngày 16 tháng 9, ông thực hiện lại, lần này là một mình, một chuyến bay với không khí cầu thứ hai. Ông đã lấy mẫu không khí ở các độ cao khác nhau và leo lên đến 21.600 feet tại Paris, cao 7.017 mét so với khí cầu. Phân tích các mẫu cùng với Alexander von Humboldt cho thấy hàm lượng oxy trong không khí thay đổi theo độ cao. Họ đã tìm ra sự sụt giảm nhiệt độ của 1 °C mỗi 174 mét đi lên, cũng Gay-Lussac và Alexander von Humboldt John Dalton có thể lý luận - các khí nguyên tử nặng hơn đang chìm xuống, khí nguyên tử nhẹ đang đi lên. Hôm nay chúng ta biết rằng giả thuyết của Daltons Annahme, trong số những thứ khác có nghĩa là tất cả cacbon dioxide trong khí quyển sẽ tích lũy trên bề mặt trái đất, làm bóp nghẹt người tiêu dùng oxy (ví dụ, tất cả động vật và con người). Tuy nhiên, thành phần hóa học của khí quyển đang thực sự thay đổi với chiều cao đến một mức độ thấp hơn bởi hiệu ứng vật lý khác, mật độ khí không quan trọng.
Berthollet thành lập một hiệp hội khoa học tư nhân, Société d'Arcueil. Ở đó, Gay-Lussac đã làm quen với Laplace và Alexander von Humboldt. Với điều này, ông đã thực hiện chuyến nghiên cứu (tháng 3 năm 1805) tới Rome và Naples (đến núi Vesuvius), họ đã trải qua mùa đông năm 1805/1806 ở Berlin.
Năm 1809 Gay-Lussac trở thành giáo sư hóa học và trước đó, năm 1808 giáo sư hóa học thực tập tại trường Bách khoa Paris và đồng thời là giáo sư vật lý và hóa học tại Sorbonne. Năm 1809, ông được trao tặng cùng với Louis Jacques Thénard bởi lớp toán học-vật lý của Viện Hàn lâm Pháp của Napoléon Bonaparte đã trao giải thưởng Galvanic 3000 franc. Gay-Lussac biết nói nhiều thứ tiếng: tiếng Ý, tiếng Anh, tiếng Đức. Ông là một thành viên của nhiều ủy ban chính thức.
Năm 1816 Gay-Lussac cùng với François Arago xuất bản cuốn Niên sử Hóa học và Vật lý (Annales de Chimie et de Physique). Năm 1818, một cuộc thi đã được công bố của Học viện Khoa học Pháp, trong đó ông là một thành viên của bồi thẩm đoàn dẫn đầu bởi Arago. Người chiến thắng của cuộc thi là Siméon-Denis Poisson và Augustin-Jean Fresnel. Năm 1830 Gay-Lussac được bầu làm thành viên nước ngoài của Học viện Khoa học Göttingen và năm 1832 tại Học viện Nghệ thuật và Khoa học Hoa Kỳ. Vào ngày 31 tháng 5 năm 1842, ông được nhận vào Pour le Mérite vì Khoa học và Nghệ thuật như một thành viên nước ngoài. Từ năm 1812, ông là một thành viên của Prussian và kể từ năm 1820, Viện Hàn lâm Khoa học Bavarian.
Năm 1809 ông kết hôn với Geneviève-Marie-Joseph Rojot - con gái của một nhạc sĩ nghèo khó. Ông đã có năm người con, trong đó người lớn tuổi nhất (Jules) trở thành trợ lý cho Justus Liebig ở Giessen.
Trong một vụ nổ với hydrocarbon, Gay-Lussac đã phải chịu một vụ tai nạn nặng nề. Ông không qua khỏi trong tai nạn này.

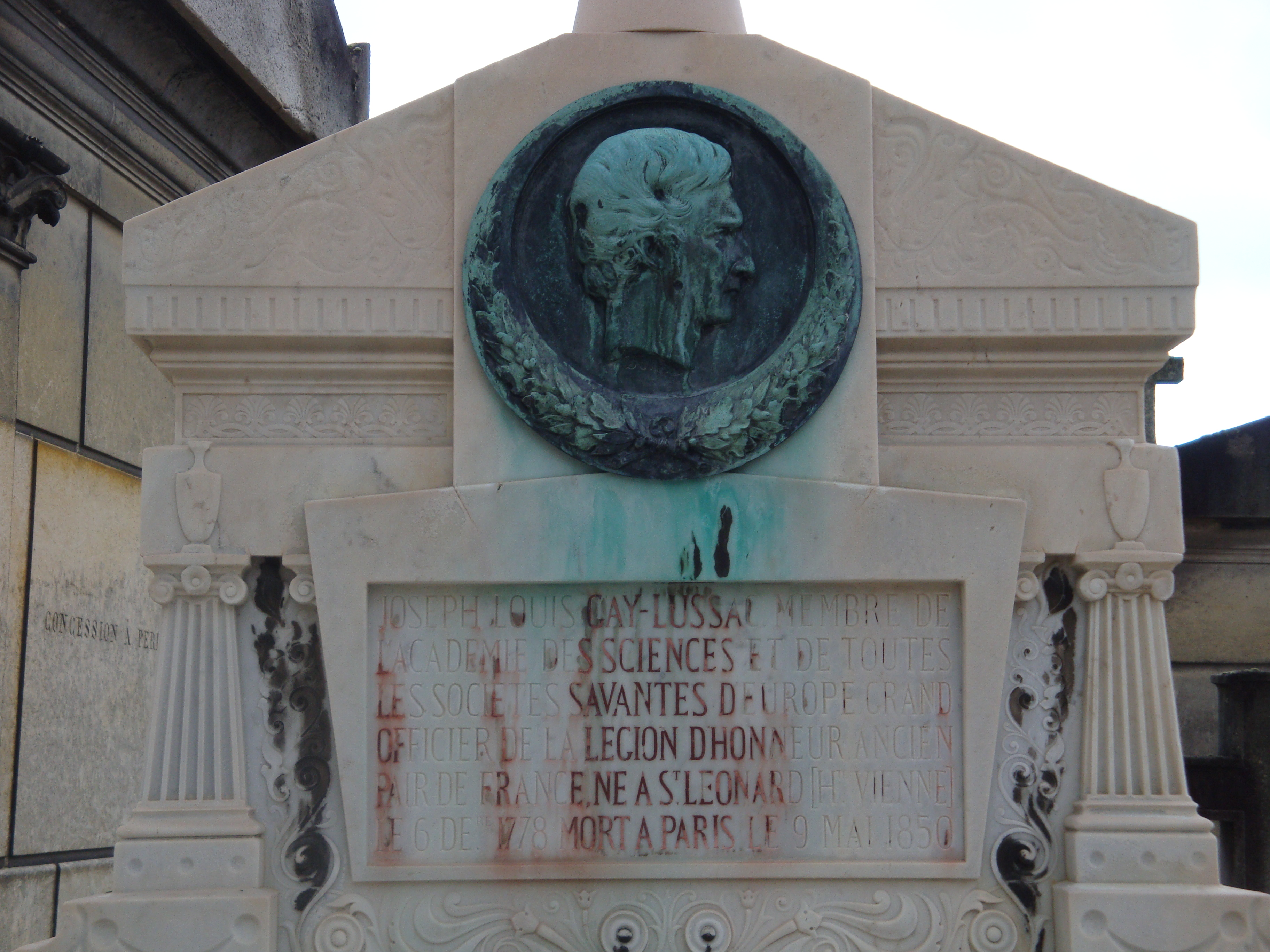
Lăng mộ Lussac - Gay tại Père Lachaise ở Paris

Vào ngày 9 tháng 5 năm 1850, Gay-Lussac qua đời tại Paris. Ông được chôn cất tại nghĩa trang Père-Lachaise
Tại Paris, một đường phố và một khách sạn gần Sorbonne được đặt tên theo ông. Ông là 1 trong 72 người được khắc tên trên tháp Eiffel.

## Nghiên cứu khoa học

### Hóa lý
Năm 1802, ông đã nghiên cứu ra định luật Gay-Lussac, theo đó lượng khí tỉ lệ thuận với nhiệt độ gia, nếu áp suất không thay đổi. Hệ số tăng thể tích, mà Gay-Lussac xác định mỗi mức độ tăng nhiệt độ, là 1/266 (thực tế: 1/273).
Theo định luật này, A. Crawford xác định nhiệt độ tại đó khối lượng của một khí biến mất. Những tính toán này gần với độ không tuyệt đối của nhiệt độ (-273 °C).
Công việc ban đầu cho định luật Gay-Lussac đã được thực hiện bởi một số nhà khoa học nổi tiếng (Amontons, Lambert, Charles), tuy nhiên, không xác định mức độ giãn nở với nhiệt độ tăng lên chính xác. Jacques Charles đã ghi nhận sự gia tăng nồng độ khí (oxy, nitơ, hydro) trong khoảng từ 0 đến 100 °C.
Gay-Lussac, cùng với Alexander von Humboldt, điều tra lượng hydro và oxy kết hợp thành nước. Họ phát hiện ra chính xác hai thể tích khí hydro kết hợp với một thể tích khí oxy tạo ra nước. Hơn nữa, họ thực hiện các thí nghiệm để xác định thành phần của không khí.
Các thí nghiệm với các loại khí khác đã giúp ông nhận ra rằng các mối quan hệ không gian của các nguyên tử khí với các hợp chất trong một mối quan hệ đơn giản.. Theo định luật này, Amedeo Avogadro sau đó đã phát triển giả thuyết của mình, sau này trở thành định luật của Avogadro.
Định luật này đã dẫn Gay-Lussac đến các kết luận khác. Năm 1815, Gay-Lussac đã phát triển một phương pháp xác định mật độ hơi. Dựa trên mật độ hơi phân tử khối lượng phân tử của các hợp chất hữu cơ và vô cơ có thể được thực hiện. Chỉ xác định khối lượng và trọng lượng của một khí được tạo ra trong quá trình chưng cất là đủ để xác định trọng lượng thực tế của một phân tử hữu cơ dễ bay hơi so với khí hydro. Ông đã sử dụng phương pháp này để xác định trọng lượng phân tử của axit hydrocyanic, etanol, dietyl ete.
Sau đó, năm 1865 phương pháp này đã được August Wilhelm von Hofmann và Victor Meyer cải tiến.
Năm 1807, Gay-Lussac tiến hành kiểm tra nhiệt độ với hai phòng nối bằng một đường ống, có thể tách rời và có kích thước bằng nhau. Với một máy bơm không khí, ông ta đã sơ tán một phòng rồi để cho dòng khí chảy từ căn phòng khác. Ông lưu ý nhiệt độ tăng lên trong quá trình luồng vào và giảm nhiệt độ trong khi dòng khí ra. Thử nghiệm này được thực hiện bởi James Prescott Joule năm 1845 với các phương pháp đo lường tốt hơn, kết quả của ông đã được nhập vào như là một định luật của Joule trong khoa học, đặt nền móng cho năng nội lượng của nhiệt động lực học. Tuy nhiên, nền tảng của mối quan hệ này đã được đặt ra bởi Gay-Lussac.
Gay-Lussac cũng xác định công suất nhiệt của khí ở áp suất không đổi và khối lượng liên tục. Năm 1822, ông giới thiệu hằng số khí chung R từ tỷ số Cp-Cv = R. Regnault sau này đã xác định được mối quan hệ chính xác hơn, vì vậy R cũng được gọi là hằng số Regnault.

### Hóa vô cơ
anh Từ năm 1808, Gay-Lussac và Louis Jacques Thénard đã điều tra việc điều chế kali từ kali hydroxide bằng điện phân. Ông bị chấn thương mắt nghiêm trọng. Phải mất một năm cho đến khi tầm nhìn của ông đủ đáp ứng.
Năm 1809, Gay-Lussac và Louis Jacques Thénard tìm thấy kali amit và natri amit. Năm 1810 họ tìm thấy kali peroxide và natri peroxide.
Gay-Lussac nghiên cứu iod được phát hiện bởi Bernard Courtois vào năm 1811 và cho thấy các tính chất hóa học của iod và clo tương tự nhau. Ông phát hiện ra hydro iodide và kali iođua. Ông đã xác định các trạng thái oxy hóa của axit sulfurơ (1813) và các ion nitơ. Cùng với Thénard, ông đã phát hiện ra nguyên tử bo và axit flohydric khan hiếm vào năm 1808.
Gay-Lussac đã có thể chứng minh rằng luận án của Lavoisier rằng tất cả các axit chứa oxy là không chính xác. Ông phát hiện ra rằng khí axit clohiđric không chứa oxy, có thể xác định axit hydrocyanic và hydro sulfide như axit. Vì các axit đã biết luôn chứa hydro.

### Hóa hữu cơ
Cùng với Thénard, Gay-Lussac đã phát triển một bộ máy phân tích nguyên tố hữu cơ sử dụng kali clorat làm chất oxy hóa. Khối lượng khí đốt được xác định trong một ống thủy ngân, cacbon dioxide bị ràng buộc với kali hydroxide và sau đó xác định. Từ năm 1815, Gay-Lussac thay thế kali clorat bằng đồng(I) oxit để phân tích nguyên tố.
Gay-Lussac cũng xác định thành phần hóa học của hydro xyanua (tạo ra từ hydro và xyanua), xyanogen chloride, etanol và dietyl ete. Ông cũng xác định quá trình lên men.
Cùng với Justus von Liebig, Gay-Lussac khảo sát bạc fulminic. Năm 1828, chất clo hoạt động trên chất béo và sáp, nhận ra sự trao đổi hydro với clo.

### Hóa phân tích
Gay-Lussac đã phát triển một phương pháp để xác định alcohol và phương pháp thể tích để xác định hàm lượng bạc. Ông cũng giới thiệu phân tích chuẩn độ.

### Hóa kỹ thuật
Để nắm bắt khí nitơ trong sản xuất axit sulfuric, ông đã phát triển tháp Gay Lussac.

## Công trình
- Recherches physico-chimiques (1811)